# Antiarabismo
Antiarabismo o arabofobia designa a la aversión por los países árabes, por la cultura o por los propios árabes. Es frecuentemente confundido con islamofobia. 
Partidos políticos que han sido clasificados de arabófobos pueden ser Kach, Shas, Democracia Nacional o Agrupación Nacional.

## Antiarabismo por regiones

### Antiarabismo en Occidente
En Australia dos tercios de los árabes y musulmanes dicen haber sufrido delitos de odio. En 2005 se produjo un pogromo antiárabe en Sídney cuando dos individuos de origen libanés golpearon a un socorrista. Después de ese incidente una turba enfurecida se dirigió a Cronulla (un suburbio de Sídney) donde prendió fuego a más de cien coches, rompió escaparates de negocios de dueños libaneses y apuñaló a un hombre de aspecto árabe.
En Estados Unidos la Ley de naturalización estadounidense de 1790 prohibía conceder la ciudadanía a los árabes y a todos los "no blancos" en general (categoría en la que se incluía a judíos, armenios e incluso italianos). En ese país hay un fuerte sentimiento antiárabe desde la segunda mitad del siglo XX. William A. Dorman, escribiendo en el compendio Los Estados Unidos y el Medio Oriente: una búsqueda de nuevas perspectivas (1992), afirma que mientras que:  "el antisemitismo ya no es socialmente aceptable, al menos entre las clases educadas, el antiarabismo se considera socialmente aceptable". Las encuestas de opinión pública demuestran que el antiarabismo en los Estados Unidos está aumentando significativamente. Este rechazo a los árabes se incrementó tras los ataques terroristas del 11 de septiembre cuyos autores eran en su mayoría árabes. Desde entonces, los delitos de odios contra árabes han aumentado. Los estadounidenses de origen árabe también han sufrido violencia y amenazas por parte de extremistas judíos, especialmente por parte de la Liga de Defensa Judía cuyos miembros Irv Rubin y Earl Krugel planearon bombardear la oficina del congresista árabe-estadounidense Darrell Issa y la mezquita King Fahd en Culver City, California. Se cree que la misma organización estuvo detrás del asesinato de Alex Odeh. A menudo, los árabes-estadounidenses se han quejado de cómo se los retrata en el cine de Hollywood. El académico Jack Shaheen dedicó un libro al respecto titulado Reel bad Arabs how Hollywood Vilifies a People (2006) que inspiró un documental homónimo dirigido por Sut Jhally .
En Francia la extrema derecha ha cometido varios atentados terroristas contra árabes y norteafricanos. El más conocido tuvo lugar el 14 de diciembre de 1973 cuando el grupo Carlos Martel puso una bomba en el consulado argelino en Marsella matando a cuatro personas.
En España el rechazo a los árabes y bereberes se asocia al sentimiento antimarroquí que se remonta a los conflictos históricos entre España y Marruecos. Según un estudio de 2022 los marroquíes son el grupo que más delitos de odio sufre en España. El estudio se llevó a cabo no mucho después del asesinato de Younes Bilal que fue investigado como un delito de odio porque el presunto asesino dijo que "no quería moros" antes de dispararle.
En el Reino Unido la joven egipcia Mariam Moustafa fue salvajemente golpeada y asesinada en 2019 por un grupo de mujeres de origen caribeño en lo que se sospecha que pudo ser un crimen de odio. Años antes, un estudiante catarí había sido asesinado en un ataque racista.

### Antiarabismo en África
En 1964 -durante la llamada Revolución de Zanzíbar- la población negra de esa región cometió un genocidio contra la población de origen árabe matando a aproximadamente 20.000 civiles árabes. A día de hoy, Zanzíbar sigue sin reconocer dicho genocidio. De otro lado, algunos afrocentristas lo justifican afirmando que fue una respuesta a la opresión árabe a pesar de que cuando el genocidio se produjo hacía décadas que se había abolido la esclavitud. Se considera el primer genocidio del que se tiene testimonio en vídeo.
En 2006 el gobierno de Níger ordenó la expulsión de 150.000 árabes de Chad por "degradar el ecosistema".
Los supremacistas negros tanto africanos como occidentales son profundamente antiárabes y son conocidos por intentar apropiarse de la historia egipcia. Los supremacistas negros de EE. UU. a menudo presentan al mundo árabe/musulmán como un precursor y luego como un imitador de Occidente en la historia de antinegritud de este último y lo consideran el principal culpable del racismo en Occidente.
Algunos afrocentristas defienden teorías pseudocientíficas como que los egipcios de hoy en día son "colonos" e "impostores" que expulsaron a los auténticos egipcios, a pesar de que la mayoría de los historiadores cree que los egipcios modernos descienden de la población nativa norteafricana que fue arabizada, tal y como parecen indicar los test de ADN.

### Antiarabismo en Asia
En Irán la minoría árabe ha sido sujeta a discriminación y marginación.
Por su parte, Israel es uno de los países donde los árabes son peor tratados. Según una encuesta de 2016, casi la mitad de los judíos israelíes piensa que los árabes deberían ser expulsados del país. Asimismo, los ciudadanos israelíes de origen árabe han sido frecuente blanco de discriminación y delitos de odio. También ha habido ocasionales pogromos antiárabes durante los cuales la extrema derecha coreaba consignas como: "muerte a los árabes". Varias organizaciones de derechos humanos han acusado a Israel de llevar a cabo un apartheid contra la población árabe.
En Turquía el antiarabismo a menudo va asociado a la islamofobia siendo los partidos secularistas los que generalmente se muestran más hostiles a los árabes . Tras la crisis de los refugiados sirios, el sentimiento antiárabe ha aumentado de manera notable en Turquía.